# Kościół Wniebowzięcia Najświętszej Maryi Panny „Hal Tmin” w Żejtun
Kościół Wniebowzięcia Matki Bożej (malt. Il-knisja tas-Santa Maria ta’ Ħal Tmin, ang. Chapel of Saint Mary Hal Tmin), znana jako Ħal Tmin (również Ħal Tmim) – jest to kościół rzymskokatolicki, położony w Hal Tmin, kiedyś samodzielnej wsi, dziś Hal Tmiem, części miejscowości Żejtun na Malcie.

## Historia

### Początki
Kościółek stoi na terenie znanym jako Hal Tmiem, przy drodze biegnącej od starego kościoła św. Katarzyny (San Girgor) do zatoki św. Tomasza (ang. St. Thomas Bay). Zbudowany został w 1597 przez Leonarda Tabone, wpływowego członka rodziny od dawna osiadłej na tym terenie, i otrzymał wezwanie Wniebowzięcia Matki Bożej.
Rok 1597 wyryty jest na okrągłej tablicy z krzyżem maltańskim, umieszczonej ponad drzwiami wejściowymi. Z pewnością kaplica nie istniała jeszcze w 1575, gdyż nie została wymieniona w raporcie wizytatora papieskiego Pietro Dusiny.
W święto Wniebowzięcia Matki Bożej, a także św. Katarzyny oraz św. Leonarda, w kaplicy odprawiana była msza święta, a wieczorem nieszpory. Również odprawiano mszę w każde inne święto Matki Bożej. Od wizyty biskupa Balaguera w 1659, w święto patronalne kaplicy odprawiane były trzy msze święte.

### Zapis
20 sierpnia 1625 (inne źródła podają datę 12 września 1628 lub 1629) Leonard Tabone, zapisem u notariusza Andrei Albaniego, przeznaczył roczny dochód, w wysokości 54 złotych monet (co w tym czasie było sporą sumą), z dzierżawy trzech swoich pól, na posag dla jednej ubogiej panny: naprzemiennie jednego roku z Birgu, skąd pochodziła żona Leonarda, następnego roku z Bisquallin (część Żejtun), skąd wywodziła się rodzina Tabone.
Zgodnie z wolą Leonarda Tabone, panna z Birgu miała zostać wybrana przez członków Bractwa Różańcowego z kościoła Dominikanów w Birgu, i tamże, przed ołtarzem Matki Bożej Różańcowej, miała zawrzeć sakrament małżeństwa. Przyszła panna młoda z Żejtun wybrana być powinna przez radę parafii, i zawrzeć miała związek 15 sierpnia, w święto Wniebowzięcia Matki Bożej, w kościele Hal Tmin. Przez dwanaście dni poprzedzających uroczystość miała ona modlić się w intencji rodziny Tabone. Jakiś czas potem Tabone powiększył zapis, umożliwiając wybranie co roku dwóch panien.

### Czasy późniejsze
Kościółek długie lata służył mieszkańcom wioski. Odprawiane były tam co niedzielę msze święte, a w październiku, miesiącu różańca świętego, codzienne nabożeństwo różańcowe. W okresie wielkopostnym odbywały się rekolekcje, przez cały rok uczono tam katechizmu. Z czasem, wraz z wyludnianiem się wioski, zaprzestano części tych zajęć.
Podczas II wojny światowej tylna część kaplicy została uszkodzona podczas nalotu.

## Architektura

### Wygląd zewnętrzny
Kościół ma typową dla późnych lat XVI wieku formę sześcianu, z prostą fasadą i płaskim, lekko dwuspadowym dachem. Jest dostępny przez niewielki, w kształcie zbliżonym do prostokąta plac, otoczony niskim murkiem. Fasada charakteryzuje się prostym, prostokątnym wejściem, po którego obu stronach znajdują się nisko umieszczone kwadratowe, zakratowane okna. Służyły one do prywatnej adoracji w czasie, gdy kaplica była zamknięta. Nad wejściem znajduje się, wspomniany wcześniej, krzyż maltański z datą 1597. Fasadę wieńczy niewielka prosta dzwonnica z małym dzwonkiem, oraz krzyżem na szczycie.

### Wnętrze
Oryginalnie kaplica wewnątrz była prostokątna, z dachem z podłużnych płyt wspartych na trzech normańskich łukach, które posadowione były w ścianach budowli. Dach jej tylnej części, uszkodzony podczas II wojny światowej, został "naprawiony" przez zalanie betonem, zaś ramiona łuku doprowadzono aż do podłogi, nie próbując zbliżyć wyglądem do oryginalnej części kaplicy. W latach 50. i 60. XX wieku dobudowano z tyłu niewielką zakrystię oraz, na części ogrodu, pomieszczenie do spotkań parafialnych.
Obraz tytularny przedstawia Madonnę unoszoną przez anioły do nieba.

## Kościół dzisiaj
Kościół jest w bardzo dobrym stanie. Odbywa się w nim nauczanie katechizmu oraz organizuje się inne formy zajęć i spotkań religijnych.

## Ochrona dziedzictwa kulturowego
Budynek umieszczony jest na liście National Inventory of the Cultural Property of the Maltese Islands pod nr. 1978. 